# Camminata nel fango

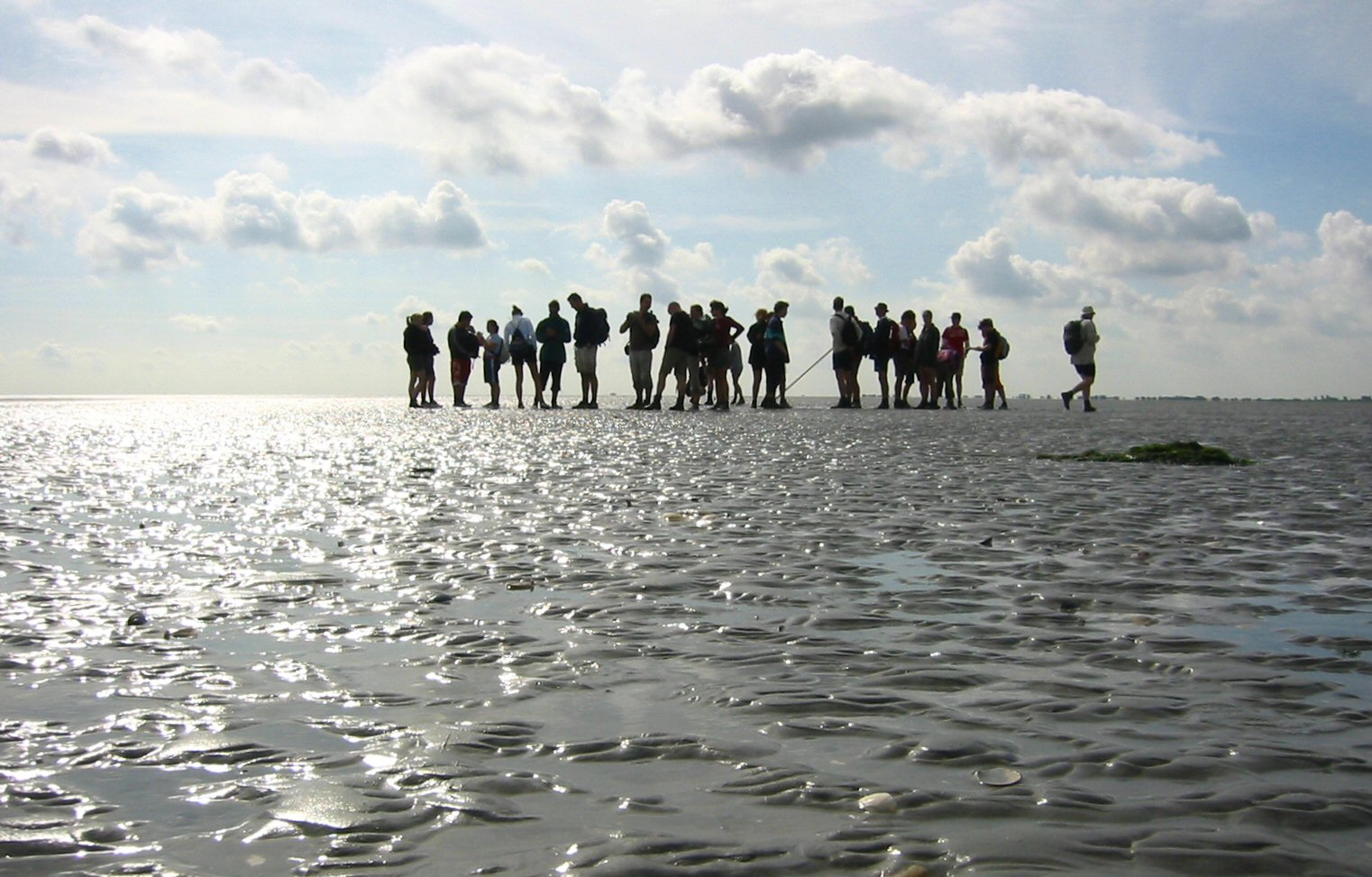
Gruppo di persone che camminano nel fango vicino Pieterburen, Paesi Bassi

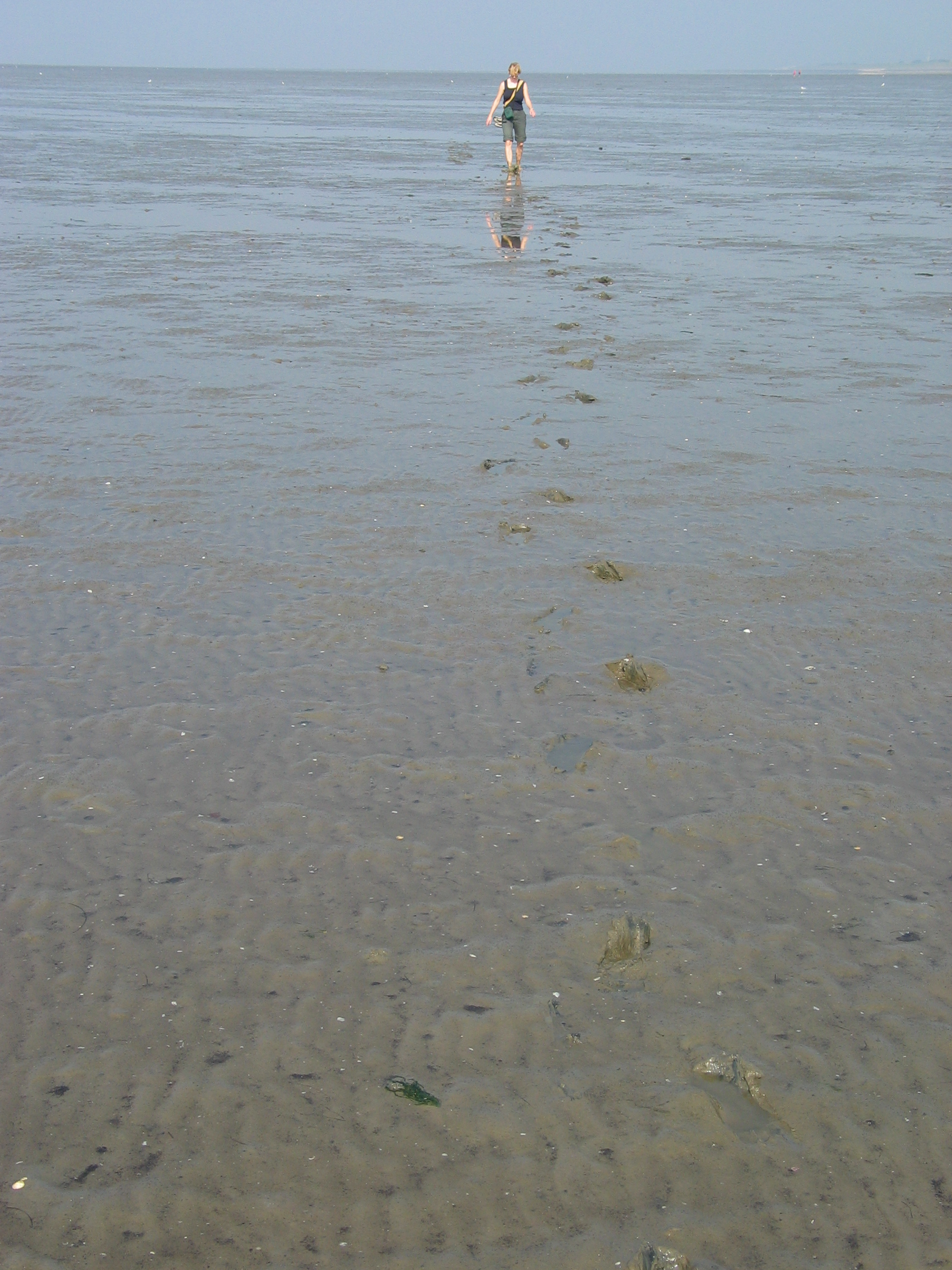
Un escursionista nel Mare dei Wadden vicino Wilhelmshaven, Germania

La camminata nel fango (olandese: Wadlopen, tedesco: Wattwandern) è un'attività di escursionismo che consiste nel camminare sul fango lasciato scoperto dal mare durante i periodi di bassa marea in alcune zone geografiche particolari, per esempio tra la costa della Frisia, nei Paesi Bassi, e le vicine Isole Frisone.
L'attività è quindi praticata principalmente nei Paesi Bassi (specie in Frisia), nella Germania nord-occidentale e in Danimarca, spesso con l'aiuto di una tabella delle maree, camminando sul bagnasciuga che la bassa marea crea periodicamente. 

## Le zone principali
Zone di mare poco profonde si estendono poco lontano dalla terraferma dei Paesi Bassi, tra la Frisia e le isole Frisone, dalla costa della Germania e dal litorale dello Jutland Sud-occidentale in Danimarca.
Nei Paesi Bassi, gli escursionisti possono camminare dalla terraferma alle isole di Terschelling, Ameland, Engelsmanplaat, Schiermonnikoog, Simonszand e Rottumeroog. Vi sono inoltre altri percorsi noti, ma poco raccomandabili, sia perché sono pericolosi (il sentiero corretto è difficile da seguire e/o il tempo a disposizione con la bassa marea è relativamente poco), sia perché si rischierebbe di danneggiare l'ecosistema locale. 
In Germania vi sono percorsi adatti agli escursionisti a Norderney, Baltrum, Langeoog, Spiekeroog e Minsener-Oldoog. Vi è anche la possibilità di camminare tra le isole di Amrum e Föhr.
In Danimarca vi sono percorsi specifici tra Mandø, Fanø e Langli.

## La pratica

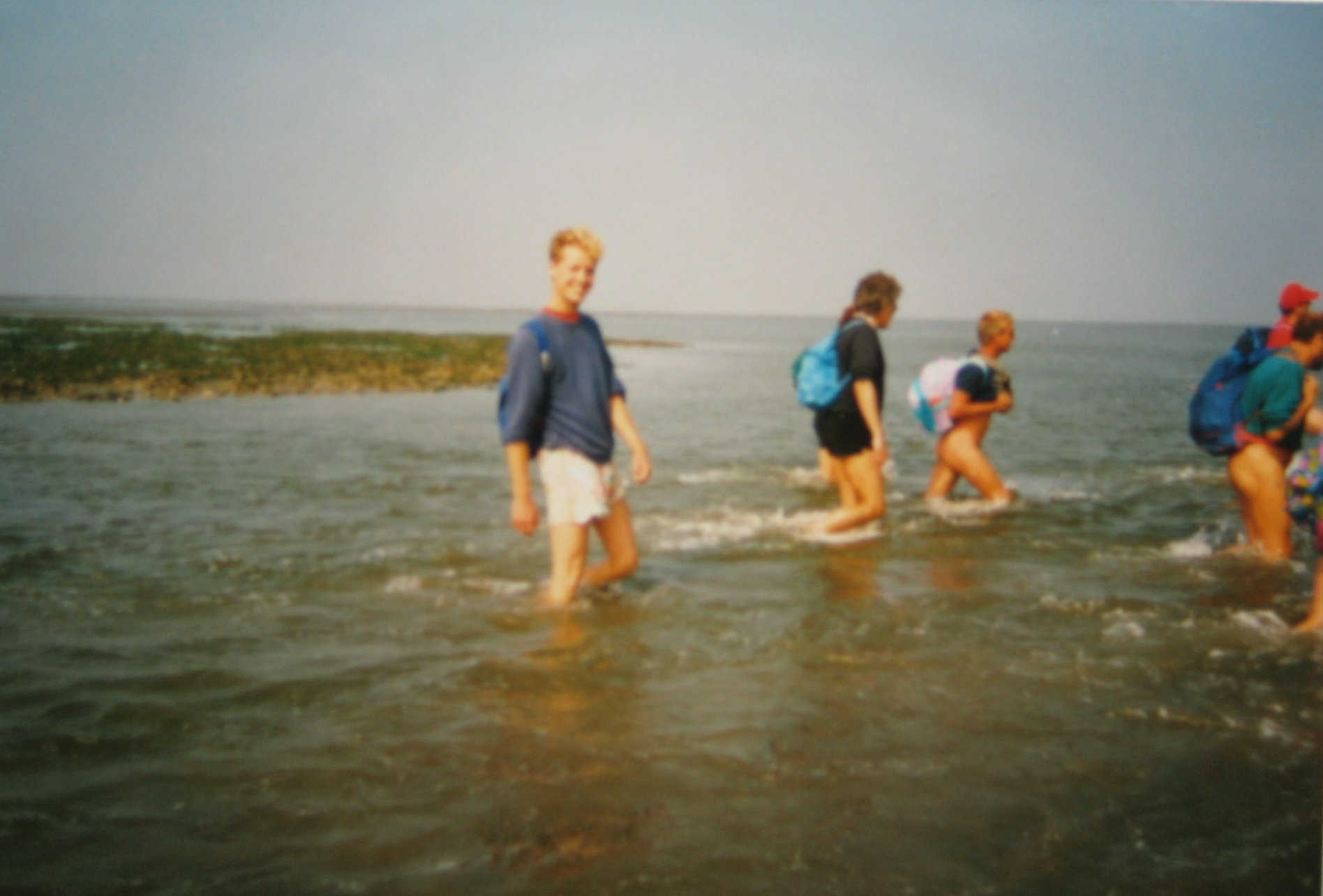
Praticanti della camminata nel fango

La pratica delle camminate nel fango è unicamente consentita nel Mare dei Wadden sotto la supervisione di guide esperte ed autorizzate. Queste guide organizzano passeggiate e conducono personalmente gruppi di camminatori nella traversata di alcuni tratti di mare.
Sebbene le maree varino seguendo cicli molto regolari, i turisti possono trovarsi in situazioni in cui il livello del mare sale rapidamente ed essere così circondati completamente dall'acqua, a grande distanza dalla riva.